# Taylor Twellman
Taylor Timothy Twellman (født 29. februar 1980 i Minneapolis, Minnesota, USA) er en tidligere amerikansk fodboldspiller (angriber).
Twellman startede sin karriere hos den tyske klub 1860 München, hvor han dog i løbet af sine to års ophold kun opnåede kampe for andetholdet. I 2002 skiftede han til Major League Soccer-klubben New England Revolution, hvor han spillede resten af sin karriere. I både 2002 og 2005 blev han topscorer i MLS, og i 2005 blev han desuden kåret til ligaens MVP (mest værdifulde spiller).
Twellman spillede desuden 30 kampe og scorede seks mål for USA's landshold. Han var en del af den amerikanske trup til Confederations Cup 2003 i Frankrig, og var også med på holdet der vandt det nordamerikanske mesterskab CONCACAF Gold Cup i 2007.